# 名古屋市立当知小学校
名古屋市立当知小学校（なごやしりつ とうちしょうがっこう）は、愛知県名古屋市港区当知三丁目にある公立小学校。

## 概要
- 入場1・2丁目、当知一丁目、当知二丁目、当知三丁目、当知四丁目、当知町6-8丁目、当知町字用水西、当知町字堤外の一部などが通学区域であり、公立中学校の進学先は名古屋市立当知中学校である[1]

## 沿革
この地域には1872年（明治5年）に第39番小学当知学校が開校したが、1882年（明治15年）に廃校となっている。
- 1976年（昭和51年）4月 - 名古屋市立明徳小学校の分校として設置される。
- 1978年（昭和53年）4月 - 名古屋市立当知小学校として独立し、開校する。
- 1979年（昭和54年）3月 - 校舎を増築する。
- 1992年（平成4年）3月 - 西校舎が完成する。

## 著名な出身人物
- 武井咲

## 交通アクセス
- 名古屋市営バス【幹神宮1系統】、【高畑13号系統】、【高畑16号系統】、【東海12号系統】、【港巡回系統】「当知三丁目」バス停より徒歩約3分。

## 周辺施設
- 名古屋市立当知中学校
- ポートウォークみなと